# 白马河 (独山湖)
白马河，位于中国山东省西南部，属于南四湖水系，发源于邹城市中心店镇九龙山南麓的白马泉，西南流经太平镇后进入微山县，于微山县鲁桥镇九孔桥村注入独山湖。全长60公里，流域面积1099平方公里。邹城市太平镇以下为六级航道。